# Can Puig (Sant Sadurní d'Osormort)
Can Puig és una masia de Sant Sadurní d'Osormort (Osona) protegida com a bé cultural d'interès local.

## Descripció
Masia de planta quadrada. És coberta a dues vessants, amb el carener perpendicular a la façana la qual es troba orientada a migdia. Consta de planta baixa i primer pis. La façana presenta un portal rectangular amb llinda de fusta (datada), i s'hi distribueixen cinc finestres situades simètricament als costats i una centrada damunt al portal. En aquesta cara i a nivell del primer pis hi ha un rellotge de sol. A la part de tramuntana s'hi han realitzat altres obertures de construcció recent i amb materials poc nobles, però conserva també antigues finestres amb sobrearc damunt la llinda. Gairebé totes les obertures són fetes amb gres vermell molt ben treballats, mentre els escaires són repicats. Els murs són fets amb tota mena de pedres que afloren aquí conglomerat terciaris i s'hi veuen, també, còdols i pedres de diferents colors, tot predominat el color vermell unit amb morter de calç. A ponent s'hi adossa un cobert gairebé aterrat.
Rellotge de sol situat al mur de migdia sobre el nivell del primer pis. Esculpit damunt una llosa de pedra de color verd oliva, poc freqüent per aquestes contrades. La numeració es distribueix en un rectangle emmarcat per unes decoracions vegetals esculpides en baix relleu. Al centre hi ha la vareta d'acer, dita gnom, que marca l'ombra i, per tant, l'hora del dia.

## Història
Masia situada dins de la demarcació parroquial de Sant Sadurní d'Osormort, unida al monestir de Sant Llorenç del Munt. El mas Can Puig no el trobem registrat en els fogatges del segle xvi, segurament fou construït posteriorment, en època de creixement demogràfic. Les dades constructives fan referència a principis del segle xix encara que possiblement la construcció primitiva correspongui a unes dates anteriors. Dades constructives: 1810 (portal de migdia).
La història del rellotge va unida a la de la masia.